# 馬ケ地
馬ケ地（うまがんじ）は、愛知県弥富市の地名。

## 地理
弥富市旧十四山村中央北部に位置する。東は西蜆、西は鮫ヶ地、南は子宝、北は善太新田に接する。

## 歴史

### 人口の変遷
国勢調査による人口および世帯数の推移。
| 1995年（平成7年）  | 73世帯 301人  |  |
| 2000年（平成12年） | 90世帯 360人  |  |
| 2005年（平成17年） | 99世帯 383人  |  |
| 2010年（平成22年） | 114世帯 362人 |  |
| 2015年（平成27年） | 128世帯 342人 |  |

### 沿革
- 1889年（明治22年） - 愛知県海西郡馬ケ地新田村が十四山村大字馬ケ地新田となる[2]。
- 1986年（昭和61年） - 一部が鮫ケ地となる[2]。
- 2006年（平成18年）4月1日 -  十四山村馬ケ地一丁目・馬ケ地二丁目・馬ケ地三丁目がそれぞれ、弥富市馬ケ地一丁目・馬ケ地二丁目・馬ケ地三丁目となる[WEB 10]。

## 交通
- 愛知県道間崎永和停車場線[1]
- 国道1号[1]

## 施設
- 八幡社[1]
- 真宗大谷派宝泉寺[1]

### WEB
1. ↑  “愛知県弥富市の町丁・字一覧”.   人口統計ラボ. 2022年12月12日閲覧。
2. ↑  総務省統計局 (2017年1月27日). “平成27年国勢調査の調査結果(e-Stat) - 男女別人口及び世帯数 －町丁・字等” (CSV). 2021年7月21日閲覧。
3. ↑  “愛知県弥富市の郵便番号一覧”.   日本郵便. 2022年12月12日閲覧。
4. ↑  “市外局番の一覧” (PDF).   総務省 (2022年3月1日). 2022年3月22日閲覧。
5. ↑  総務省統計局 (2014年3月28日). “平成7年国勢調査の調査結果(e-Stat) - 男女別人口及び世帯数 －町丁・字等” (CSV). 2021年7月20日閲覧。
6. ↑  総務省統計局 (2014年5月30日). “平成12年国勢調査の調査結果(e-Stat) - 男女別人口及び世帯数 －町丁・字等” (CSV). 2021年7月20日閲覧。
7. ↑  総務省統計局 (2014年6月27日). “平成17年国勢調査の調査結果(e-Stat) - 男女別人口及び世帯数 －町丁・字等” (CSV). 2021年7月21日閲覧。
8. ↑  総務省統計局 (2012年1月20日). “平成22年国勢調査の調査結果(e-Stat) - 男女別人口及び世帯数 －町丁・字等” (CSV). 2021年7月21日閲覧。
9. ↑  総務省統計局 (2017年1月27日). “平成27年国勢調査の調査結果(e-Stat) - 男女別人口及び世帯数 －町丁・字等” (CSV). 2021年7月21日閲覧。
10. ↑  弥富市役所 総務部 総務課 行政グループ (2015年2月19日). “弥富市住所一覧  旧十四山村” (pdf).   弥富市. 2015年4月13日時点のオリジナルよりアーカイブ。2023年4月5日閲覧。

### 書籍
1. 1 2 3 4 5 6  「角川日本地名大辞典」編纂委員会 1989, p. 1880.
2. 1 2  「角川日本地名大辞典」編纂委員会 1989, p. 231.